# Todd Terje
Todd Terje, pseudonimo di Terjie Olsen (Mjøndalen, 11 maggio 1981), è un musicista e disc jockey norvegese.

## Biografia
Il suo pseudonimo è un omaggio a Todd Terry, produttore e disc jockey statunitense. Il suo primo album in studio intitolato It's Album Time uscito nel 2010 si è piazzato secondo nella classifica norvegese e quarto nella classifica statunitense Top Dance/Electronic Albums, nonché ricevendo attenzione da parte della critica. Nel 2012 ha pubblicato il singolo Inspector Norse che ha la posizione numero numero 9 nelle classifiche belghe di Ultratip.
Todd Terje ha anche scritto con Robbie Williams e Gary Barlow il singolo Candy, che ha raggiunto la terza posizione nella classifica tedesca ed è stato certificato oro dalla Bundesverband Musikindustrie. Ha anche prodotto alcune canzoni per il quarto album in studio di Franz Ferdinand.
Dal 2012 dirige la casa discografica Olsen.
Nel 2014 il The Guardian l'ha inserito nella lista dei 10 migliori DJ scandinavi. Nello stesso anno collabora alla realizzazione di una traccia dell'album Avonmore di Bryan Ferry. Nel 2015 si esibisce al Club To Club. Nel settembre 2019 si è esibito on un evento collaterale alla Triennale di Milano.
Nel 2015, ad Oslo, partecipa al Nordic Music Prize con la nomination per il Miglior album dell'anno dei paesi nordici con l'album It's Album Time.
Il 21 settembre 2017, a Los Angeles, partecipa all'Electronic Music Awards con la nomination nella categoria Record of the Year con il brano Jungelknugen (Four Tet Remix).
Il 26 settembre 2017, ad Ibiza, riceve la nomination per il DJ AWARDS, dedicato alla musica elettronica, e vince nella categoria Downtempo & Eclectic.
Nel 2019 il regista Asif Kapadia, alla ricerca di sonorità anni ottanta, per il suo documentario sulla vita di Diego Armando Maradona, utilizza il brano Delorean Dynamite quale colonna sonora dei momenti topici del suo film Diego Maradona.
Il 2 agosto del 2019 partecipa al VIVA! Festival 2019, festival di musica elettronica tenutosi dall'1 al 4 agosto a Locorotondo in provincia di Bari.

## Discografia

### Album in studio
- 2010 – It's Album Time (Olsen Records OLS006)

### Raccolte
- 2010 – Remaster of the Universe (Permanent Vacation 055-2)
- 2010 – An Anthology: Weighed & Measured (Not On Label CYP701111)
- 2010 – The Red Album (Not On Label F66NINE10)

### EP
- 2005 – Mjøndalen Diskoklubb (Olsen Records OLX001)
- 2005 – Eurodans (Olsen Records OLX002)
- 2011 – Ragysh (Olsen Records OLX003)
- 2012 – It's the Arps (Olsen Records OLS001)
- 2013 - Strandbar (Olsen Records OLS003)
- 2013 - Spiral/Q (Olsen Records OLS004)
- 2014 - Leisure Suit Preben (Olsen Records OLS005)
- 2014 – Delorean Dynamite[13] (Olsen Records OLS007)
- 2015 – Preben Remixed (Olsen Records OLS008)
- 2015 – Justin Van Der Volgen Mixes (Olsen Records OLS009)
- 2015 – Alfonso Muskedunder Remixed (Olsen Records OLS010)
- 2015 – It's It's Remix Time Time (Olsen Records OLS011)
- 2016 – Beranek - Dra Te Hælvete (Olsen Records OLS012)
- 2016 – The Big Cover-Up (Olsen Records OLS013)
- 2016 – Snooze 4 Love Remixed (Olsen Records OLS014)
- 2017 – Jungelknugen (Olsen Records OLS017)
- 2018 – Feat. Det Gylne Triangel – Maskindans (Olsen Records OLS018)

## Riconoscimenti

### Premi
- DJ Awards 2017

### Nomination
- Nordic Music Prize 2015
- Electronic Music Awards 2017